# Verschwörung von Cellamare
Die Cellamare-Verschwörung, Conspiration de Cellamare, wurde 1718 von Kardinal Giulio Alberoni, dem regierenden Minister des Königreichs Spanien, und Teilen des französischen Hochadels gegen den Regenten, den für den minderjährigen Ludwig XV. regierenden Philippe II. de Bourbon, duc d’Orléans, und seinen Außenminister Dubois organisiert. Das Ziel war die Absetzung des Herzogs von Orleans als Regenten und seine Ersetzung durch König Philipp V. von Spanien, und am Ende wohl auch die Sicherung der französischen Thronfolge für die spanischen Bourbonen, was nach dem Vertrag von Utrecht am Ende des spanischen Erbfolgekrieges 1713 eigentlich ausgeschlossen war und mit Sicherheit neuen Krieg bedeutet hätte.

## Verlauf

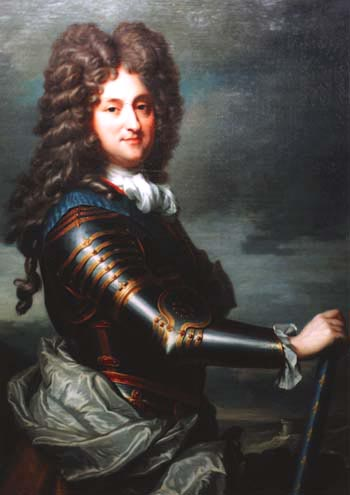
Philippe d’Orléans, gegen den sich das Komplott richtete
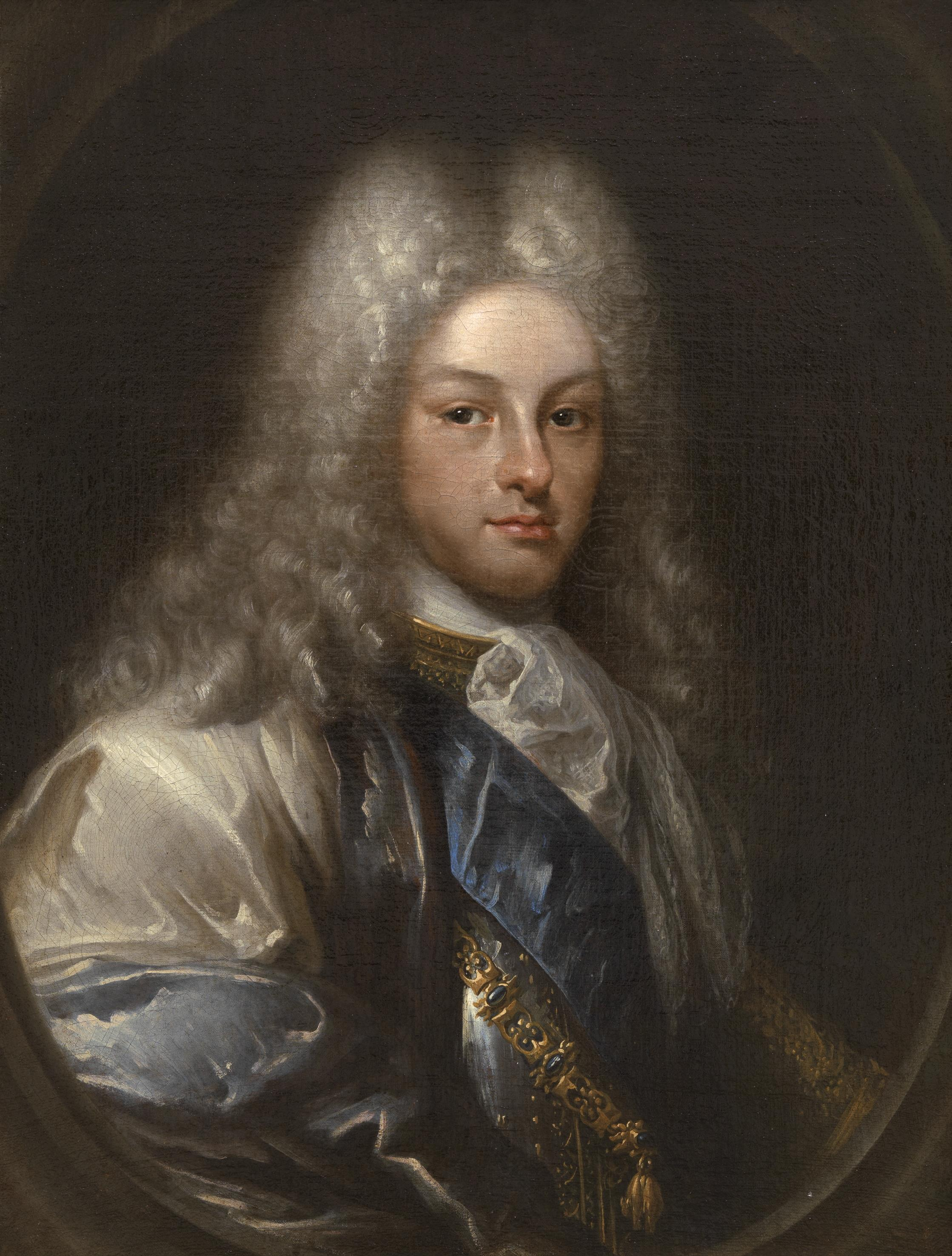
Philipp V. von Anjou, der vermeintliche Nutznießer der Conspiration de Cellamare.
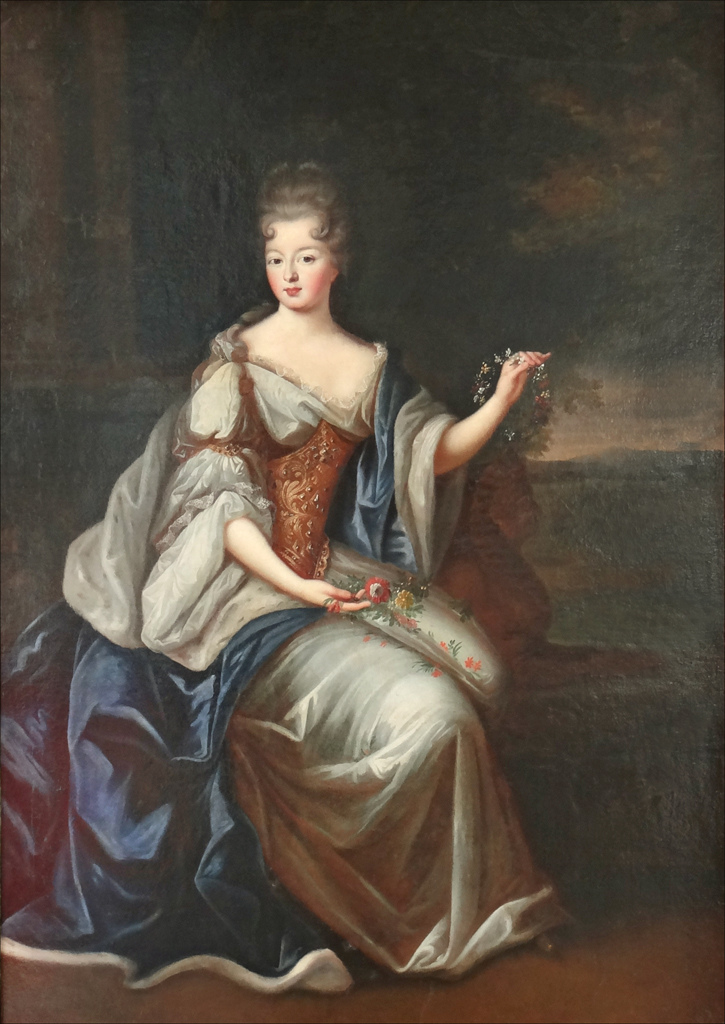
Madame du Maine eine der Anführerinnen der Verschwörung

Auf Seiten des französischen Hochadels war die treibende Kraft Anne-Louise Bénédicte de Bourbon-Condé, die Herzogin von Maine (1676–1753) und Enkelin des „großen Condé“. Im Gegensatz zu ihrem eher furchtsamen Mann, dem Herzog von Maine (1670–1736), der vor seiner Entmachtung durch den Regenten 1715 Erzieher von Ludwig XV. war und selbst gehofft hatte, Regent zu werden, war sie mutig und von heftigem theatralischen Temperament (Spitzname „Donna Salpetria“). Sie brillierte in Liebhaberaufführungen und ließ durch Voltaire, der häufig bei ihr in Sceaux zu Gast war, Pamphlete gegen den Regenten verfassen.
In Teilen des Hochadels war man unzufrieden mit der im August 1718 mit Großbritannien, Österreich und den Niederlanden geschlossenen Quadrupelallianz gegen Spanien und speziell mit dem dafür verantwortlichen Außenminister Dubois, der aus kleinsten Verhältnissen als ehemaliger Erzieher des Regenten zu seiner hohen Stellung gelangt war. Die Herzogin von Maine traf sich nachts mit dem spanischen Botschafter Graf von Cellamare (1657–1733), nach dem die Verschwörung benannt ist, und korrespondierte mit ihm. Zu der Verschwörung gehörten außerdem die Frau des Regenten, Françoise Marie de Bourbon, die wie ihr Bruder, der Herzog von Maine, aus der Verbindung von Ludwig XIV. mit Madame de Montespan, hervorgegangen war und sich deshalb im Rang über ihrem sie ständig hintergehenden Mann dünkte, und der Herzog von Richelieu.

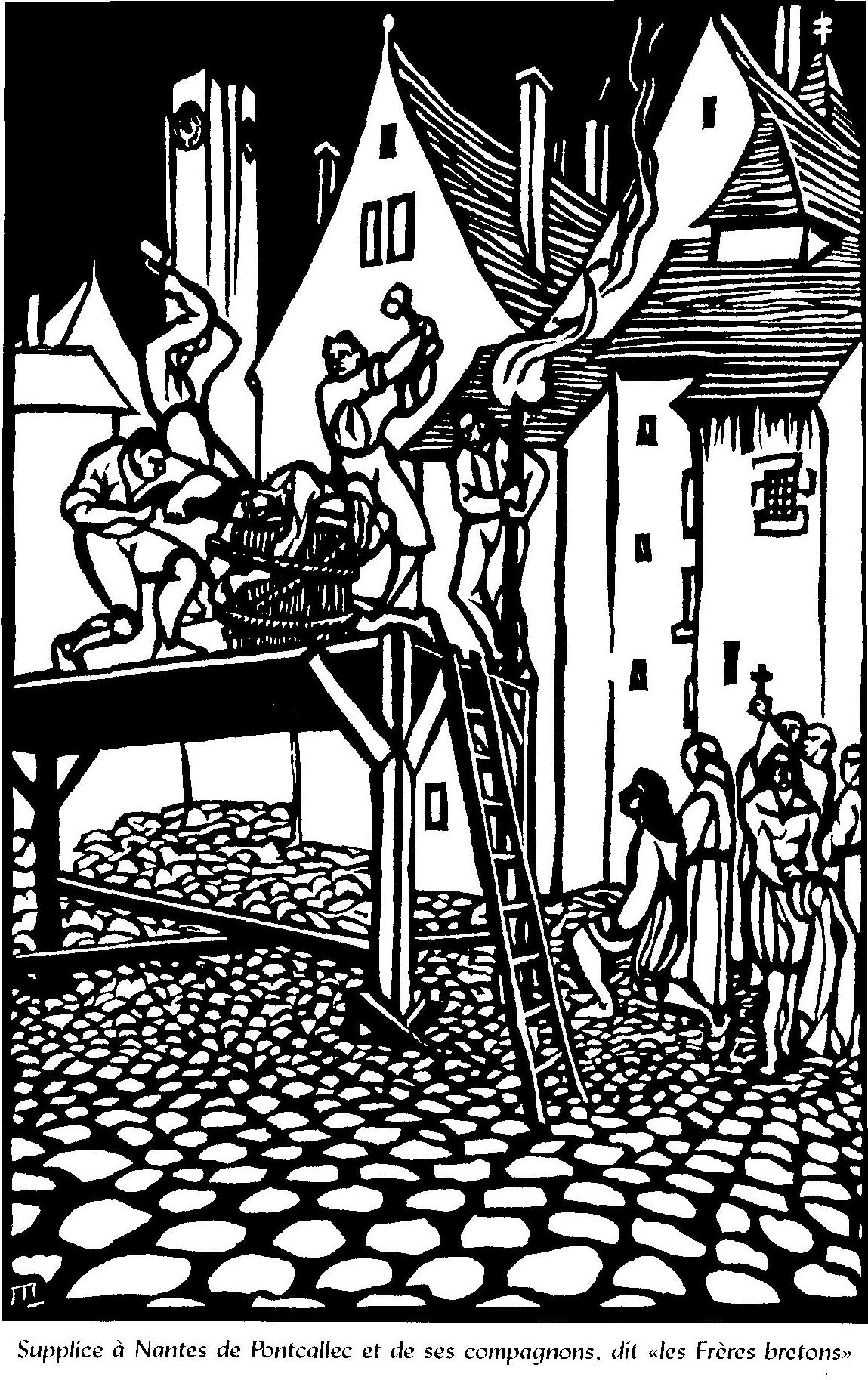
Als Teil der Verschwörung erhoben sich die Bretonen 1718 unter Marquis de Pontcallec. 1720 wurden er und drei Mitverschwörer hingerichtet

Es war geplant, den Regenten auf einem seiner Ausritte nahe Paris festzunehmen und den spanischen König als Regenten einzusetzen. Zur Unterstützung waren eine Landung in der Bretagne und Aufstände dort und im benachbarten Poitou geplant. Für die Ausführung stützten sich die Verschwörer auf bewaffnete Banden illegaler Salzhändler. Die Vorbereitungen waren schon weit gediehen, als Dubois vom französischen Gesandten in Madrid, aus Großbritannien und möglicherweise auch von Doppelagenten Hinweise erhielt, worauf er begann, die Depeschen des Botschafters abzufangen. Als der Abbé Don Vincente Pontecarrero im Dezember 1718 mit Abschriften der letzten Manifeste und Listen der Verschwörer nach Spanien aufbrach, um letzte Anweisungen zu holen, wurde er bei Poitiers verhaftet, bald darauf aber zur Grenze eskortiert. Kurz darauf werden auch der Botschafter Cellamare verhaftet sowie u. a. der Herzog von Richelieu (der wie noch häufiger in seiner Karriere einige Zeit in der Bastille verbringt), Kardinal Melchior de Polignac, der die Manifeste der Verschwörer verfasst hatte, der Marquis von Pompadour, der Marquis von Courcillon und der Herzog und die Herzogin von Maine. Die letzteren wurden an getrennte Orte verbannt, später aber beide wieder in Sceaux geduldet, wo die Herzogin ein Jahr später ihre „Hofhaltung“ wieder aufnahm. Dem Herzog von Orleans kam die Entmachtung seines langjährigen Hauptwidersachers, des Herzogs von Maine, natürlich sehr gelegen. Während die hochrangigen Verschwörer glimpflich davonkamen, bezahlten fünf niedere bretonische Edelleute später den stümperhaft vorbereiteten Aufstand in der Bretagne mit ihrer Hinrichtung (siehe Pontcallec-Verschwörung). Insgesamt 1500 Personen wurden in den Provinzen verhaftet.
Alberoni stritt seine Beteiligung an der Verschwörung, die durch zwei veröffentlichte Briefe belegt war, nicht ab und rechtfertigte sein Vorgehen sogar noch. Darauf erklärten Frankreich im Dezember 1718 und kurz darauf Großbritannien Spanien den Krieg, in dessen Verlauf dann auch Alberoni im Dezember 1719 seine Macht verlor.

## Rezeption
Alexandre Dumas der Ältere machte die Verschwörung zum Thema seines 1842 veröffentlichten Romans Le Chevalier D'Harmental. Der Historiker Leonhard Horowski qualifiziert die Teilnehmer als „die vermutlich inkompetentesten Verschwörer eines an dilettantischem Größenwahn wahrlich reichen Jahrhunderts“.